# Lee Marvin

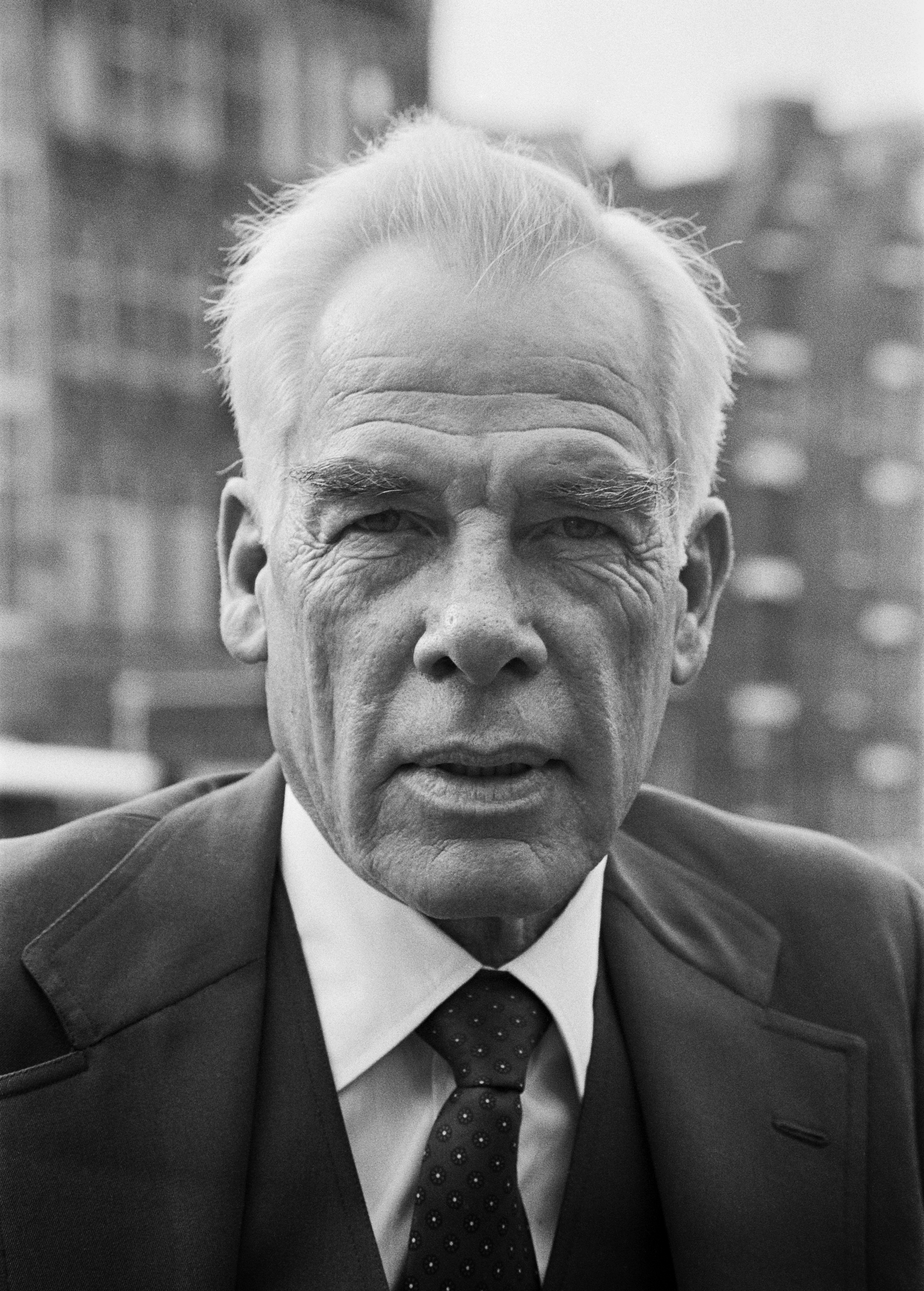
Lee Marvin (1980)

Lee Marvin (* 19. Februar 1924 in New York als Lamont Waltman Marvin Jr.; † 29. August 1987 in Tucson, Arizona) war ein US-amerikanischer Schauspieler. In den 1960er und 1970er Jahren konnte er als Darsteller raubeiniger Einzelgänger zahlreiche Filmerfolge verbuchen.

## Leben

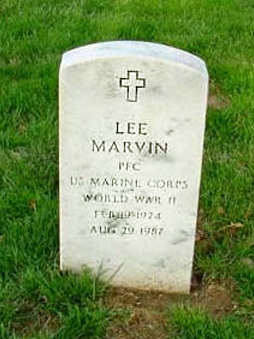
Grabstein Lee Marvins

Lee Marvin wurde als Sohn eines Werbeleiters und einer Moderedakteurin geboren und besuchte, da er für seine Disziplinlosigkeit bekannt war, elf verschiedene Schulen.
Im Zweiten Weltkrieg meldete er sich zu den US-Marines und diente in der 4. US-Marineinfanteriedivision als Scout-Sniper. Während der Schlacht um Saipan wurde er so schwer verwundet, dass er ein Jahr lang nicht gehen konnte und wurde dafür mit dem Purple Heart ausgezeichnet. Später erklärte Marvin, er habe die Schauspielerei bei den Marines gelernt, als er versuchen musste, während der Schlachten furchtlos zu erscheinen.
Nach seiner Genesung und Entlassung aus dem Dienst arbeitete Marvin als Klempnerlehrling. An einer Provinzbühne sprang er für einen erkrankten Darsteller ein und nahm später Schauspielunterricht am New Yorker American Theatre Wing.
Lee Marvin war zweimal verheiratet, zwischen 1951 und 1967 mit Betty Ebeling, mit der er vier Kinder hatte, und von 1970 bis zu seinem Tod mit Pamela Feeley. Als er Ende der 1970er Jahre eine mehrjährige uneheliche Beziehung beendete, wurde er von seiner Ex-Geliebten verklagt, die die Hälfte seines Vermögens von ihm forderte. Obwohl der Richter diese Forderung abwies, musste Marvin mehrere hunderttausend Dollar zahlen.
Lee Marvin, für seinen starken Alkoholkonsum bekannt, benannte als seinen Lieblingsdrink eine Mixtur aus Gin und Guinness-Bier. Marvin war ein Liberaler, der in den späten 1960er Jahren für die Rechte von Homosexuellen eintrat und 1968 den demokratischen Präsidentschaftsbewerber Eugene McCarthy unterstützte.
Im Dezember 1986 bekam er in Tucson (Arizona), wo er auf seiner Ranch wohnte, eine schmerzhafte Darminfektion und musste operiert werden. Am 29. August des Folgejahres 1987 verstarb er mit 63 Jahren in Tucson an einem Herzinfarkt und wurde mit militärischen Ehren auf dem Nationalfriedhof Arlington beigesetzt.

## Werk

### Bühne und Fernsehen

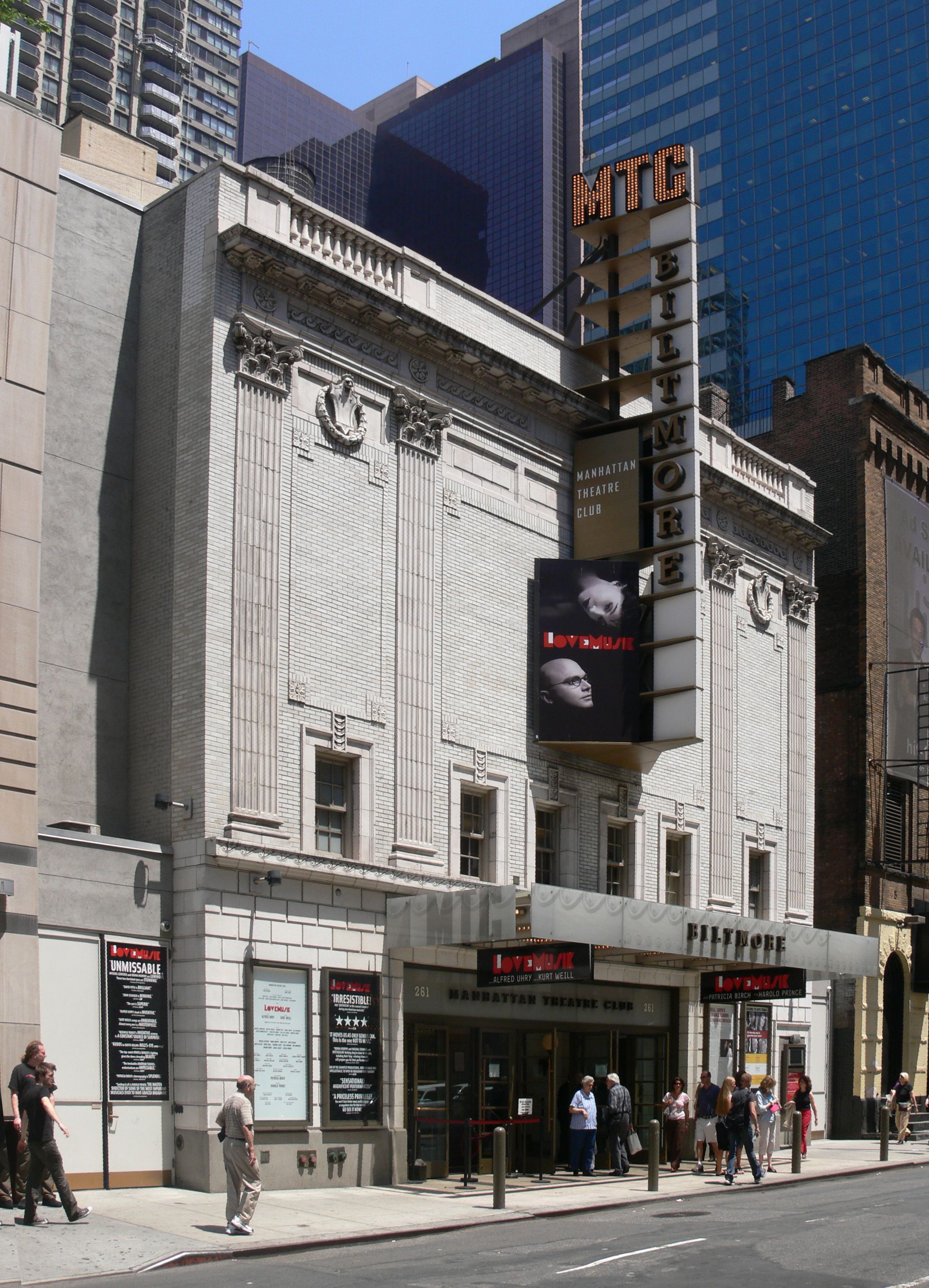
Das Biltmore Theatre war Schauplatz von Marvins Bühnendebüt

Ab 1947 war Lee Marvin als Theaterschauspieler in der Provinz beschäftigt, 1950 spielte er seine erste Fernsehrolle. Nach seinem Broadway-Debüt am Biltmore Theatre als Captain der Marine-Soldaten im Stück Billy Budd (nach einem Roman von Herman Melville, der später von Peter Ustinov verfilmt wurde) im Jahr 1951 erhielt er auch Nebenrollen in Hollywood, wo er in der Regel als Schurke zu sehen war. Als Chef einer Motorradgang rivalisierte er in dem Rockerfilm Der Wilde (1953) mit Marlon Brando; in dem Spencer-Tracy-Klassiker Stadt in Angst spielte er 1955 einen Kleinstadtrassisten.
Im Fernsehen stand er ab 1957 drei Jahre lang auf der richtigen Seite des Gesetzes und übernahm in der Krimiserie Dezernat M (Originaltitel: M Squad) die Rolle des Lieutenant Frank Ballinger. Marvin wurde zum Fernsehstar und drehte mehr als 100 Folgen dieser populären Serie, die ab 1966 auch im Vorabendprogramm des ZDF zu sehen war. M Squad wurde später in der Filmreihe Die nackte Kanone parodiert.
Bis Mitte der 1960er Jahre spielte Marvin zahlreiche Fernsehrollen, war aber auch regelmäßig als Filmschauspieler zu sehen – allerdings meist in Nebenrollen. 1962 spielte er im Westernklassiker Der Mann, der Liberty Valance erschoß seine wohl berühmteste Schurkenrolle, den titelgebenden Verbrecher Liberty Valance, der James Stewart brutal mit einer Peitsche traktiert. Im Jahr darauf war er an der Seite von John Wayne in der Komödie Die Hafenkneipe von Tahiti zu sehen. In dem Gangsterdrama Der Tod eines Killers von 1964 (mit Angie Dickinson und John Cassavetes sowie mit Ronald Reagan in dessen letzter Filmrolle) übernahm Marvin die Rolle eines Profikillers.

### Erfolge in Hollywood
Nachdem er in seiner zu dieser Zeit fast schon 20 Jahre andauernden Schauspielerkarriere zunehmend populärer geworden war, gelang Marvin dann 1965 mit einer für ihn maßgeschneiderten Doppelrolle endgültig der Durchbruch in Hollywood. In der Westernkomödie Cat Ballou – Hängen sollst du in Wyoming spielte er einen trunksüchtigen Revolvermann, der gegen seinen diabolischen Zwillingsbruder zum Duell antritt.
Marvin gewann dafür einen Oscar und zählte von da an jahrelang zu den populärsten Stars. Der hochgewachsene, verwittert wirkende, früh ergraute Schauspieler entsprach allerdings nicht dem gängigen Typus und hatte eher das Image eines unglamourösen Anti-Stars. Er trug in der Regel eine mürrische und abweisende Miene zur Schau und spielte meist einzelgängerische Charaktere, die sich keine Sentimentalitäten leisteten.
In Stanley Kramers Drama Das Narrenschiff war Marvin Teil einer hochkarätigen internationalen Starbesetzung mit Vivien Leigh, Simone Signoret, Oskar Werner und Heinz Rühmann. 1966 spielte er in dem Western Die gefürchteten Vier neben Burt Lancaster einen Abenteurer, der eine entführte Ehefrau (Claudia Cardinale) zurückholen soll.
Zu Marvins größtem Erfolg wurde der Kriegsfilm Das dreckige Dutzend, in dem er als harter Schleifer zu sehen war, der eine Gruppe von Todeskandidaten für ein Sonderkommando drillt. Der mit zahlreichen Stars besetzte Film (Charles Bronson, Telly Savalas, Ernest Borgnine, George Kennedy, Donald Sutherland, John Cassavetes) war einer der größten Kassenhits des Jahres 1967 und zugleich wegen seiner Härte und Brutalität umstritten. Im gleichen Jahr war Marvin auch in dem Gangsterthriller Point Blank in der Rolle des (vornamenlosen) Walker zu sehen, der in der Unterwelt einen gnadenlosen Rachefeldzug anzettelt. Der von John Boorman inszenierte Film setzte zahlreiche ungewöhnliche Stilmittel ein und gilt für seine Zeit als innovativ.
Im Jahr 1968 agierte Marvin in dem Zwei-Personen-Drama Die Hölle sind wir neben dem japanischen Star Toshirō Mifune als Zweiter-Weltkrieg-Soldat und konnte dabei auf persönliche Erfahrungen zurückgreifen. 1969 sah man den Schauspieler in dem Westernmusical Westwärts zieht der Wind als singenden Goldgräber neben Clint Eastwood. Da die große Zeit der Hollywood-Musicals Ende der 1960er Jahre vorüber war, wurde der mit einem hohen Budget von 20 Millionen Dollar produzierte Film kein Erfolg. Allerdings konnte Marvin 1970 mit der von ihm im Film gesungenen Ballade Wand’rin’ Star einen überraschenden Hitparadenerfolg verbuchen. Marvin sinnierte in dem Lied mit Reibeisenstimme über das einsame Wildwestleben.
1973 lieferte sich Lee Marvin in Robert Aldrichs hartem Actionthriller Ein Zug für zwei Halunken, der in den 1930er Jahren angesiedelt war, als Hobo ein erbittertes Duell mit dem Zugschaffner (Ernest Borgnine), der mit brutalsten Mitteln gegen Schwarzfahrer vorgeht. Marvin und Borgnine absolvierten hierbei selbst riskante Stunts auf den fahrenden Zügen.
In den 1970er Jahren ließ Marvins Popularität allmählich nach. Der Schauspieler lehnte mehrfach wichtige Rollen in Filmen ab, die zu großen Erfolgen wurden. Sam Peckinpah bot ihm 1969 vergebens die Hauptrolle in The Wild Bunch – Sie kannten kein Gesetz an, die dann William Holden übernahm. 1970 sollte er General George S. Patton in Franklin J. Schaffners Patton – Rebell in Uniform spielen, die George C. Scott später einen Oscar einbrachte. Steven Spielberg wollte ihn als raubeinigen Kapitän in Der weiße Hai (1975) besetzen, doch auch hier lehnte Marvin ab.
Stattdessen trat der Darsteller zunehmend in Filmen auf, die an den Kinokassen wenig Resonanz fanden, darunter in Zwei Haudegen auf Achse (1971, neben Paul Newman), The Iceman Cometh (1973) nach dem gleichnamigen Theaterstück von Eugene O’Neill und in Verflucht sind sie alle (1974). Er spielte auch in dem von der Kritik verrissenen Spionagefilm Lawinenexpress (1979) und trat 1980 in dem Kriegsdrama The Big Red One von Samuel Fuller auf, das ebenfalls im Zweiten Weltkrieg angesiedelt war. 1981, 14 Jahre nach Das dreckige Dutzend, traf er bei den Dreharbeiten zu dem Abenteuerfilm Yukon erneut auf Charles Bronson, der mittlerweile ein populärer Actionstar geworden war.
In den 1980er Jahren war Marvin kaum noch als Kinoschauspieler präsent. 1983 spielte er in dem erfolgreichen Thriller Gorky Park einen zwielichtigen amerikanischen Geschäftsmann in Moskau. 1985 übernahm er für den Fernsehfilm Das dreckige Dutzend Teil 2 (The Dirty Dozen: The Next Mission) wieder die Rolle des Major Reisman. 1986, ein Jahr vor seinem Tod, spielte er in dem Actionfilm The Delta Force an der Seite von Chuck Norris seine letzte Rolle.

## Auszeichnungen
- 1962: Emmy-Nominierung für „Alcoa Premiere“ für eine herausragende Einzeldarstellung in einer Hauptrolle.
- 1963: Western Heritage Awards, „Bronze Wrangler“ für seine Rolle in „Der Mann, der Liberty Valance erschoß“ (The Man Who Shot Liberty Valance).
- 1965: Silberner Bär auf der Berlinale 1965 für seine Darstellung in „Cat Ballou“.
- 1966: Oscar als bester Darsteller in einer Hauptrolle für „Cat Ballou“.
- 1966: British Film Academy Award als bester ausländischer Darsteller für „Cat Ballou“   und „The Killers“
- 1966: Golden Globe als bester Filmschauspieler in „Cat Ballou“.
- 1966: Laurel Awards, Goldener Lorbeer in der Kategorie „Male Comedy Performance“ für „Cat Ballou“.
- 1966: National Board of Review Award als bester Darsteller für „Cat Ballou“.
- 1967: Laurel Awards, Goldener Lorbeer in der Kategorie „Action Performance“ für „Die gefürchteten Vier“ (The Professionals).
- 1968: Laurel Awards, Goldener Lorbeer in der Kategorie „Action Performance“ für „Das dreckige Dutzend“ (The Dirty Dozen).
- 1970: Golden-Globe-Nominierung für „Westwärts zieht der Wind“ (Paint Your Wagon) als bester Filmschauspieler.
- 1971: Fotogramas de Plata, Auszeichnung als bester ausländischer Darsteller.

## Filmografie
- 1952: Goldraub in Texas (Hangman’s Knot)
- 1952: Kurier nach Triest (Diplomatic Courier)
- 1952: Schüsse in New Mexico (The Duel at Silver Creek)
- 1952: Wir sind gar nicht verheiratet (We’re Not Married)
- 1953: Heißes Eisen (The Big Heat)
- 1953: Der Wilde (The Wild One)
- 1953: Seminola (Seminole)
- 1953: Mit der Waffe in der Hand (Gun Fury)
- 1953: Der schweigsame Fremde (The Stranger Wore a Gun)
- 1954: Die Caine war ihr Schicksal (The Caine Mutiny)
- 1954: Unter zwei Flaggen (The Raid)
- 1954: Würger von Coney Island (Gorilla at Large)
- 1955: Stadt in Angst (Bad Day at Black Rock)
- 1955: Sensation am Sonnabend (Violent Saturday)
- 1955: Es geschah in einer Nacht (Pete Kelly’s Blues)
- 1955: Gegen alle Gewalten (I Died A Thousand Times)
- 1955: … und nicht als ein Fremder (Not as a Stranger)
- 1956: Dem Tode entronnen (Pillars of the Sky)
- 1956: Der Siebente ist dran (Seven Men From Now)
- 1956: Ardennen 1944 (Attack!)
- 1957: Das Land des Regenbaums (Raintree County)
- 1959: Auf eigene Faust (Ride Lonesome)
- 1961: Die Comancheros (The Comancheros)
- 1962: Der Mann, der Liberty Valance erschoß (The Man Who Shot Liberty Valance)
- 1962: Gesetz des Westens (The Meanest Man in the West)
- 1963: Die Hafenkneipe von Tahiti (Donovan’s Reef)
- 1963: Hängt den Verräter (Sergeant Ryker)
- 1964: Der Tod eines Killers (The Killers)
- 1965: Cat Ballou – Hängen sollst du in Wyoming (Cat Ballou)
- 1965: Das Narrenschiff (Ship of Fools)
- 1966: Die gefürchteten Vier (The Professionals)
- 1967: Das dreckige Dutzend (The Dirty Dozen)
- 1967: Point Blank
- 1968: Die Hölle sind wir (Hell in the Pacific)
- 1969: Westwärts zieht der Wind (Paint Your Wagon)
- 1970: Monte Walsh
- 1971: Zwei Haudegen auf Achse (Pocket Money)
- 1972: Die Professionals (Prime Cut)
- 1973: Ein Zug für zwei Halunken (Emperor of the North Pole)
- 1973: The Iceman Cometh
- 1974: Verflucht sind sie alle (The Klansman)
- 1974: Vier Vögel am Galgen (The Spikes Gang)
- 1975: Brüll den Teufel an (Shout at the Devil)
- 1976: Der Supermann des Wilden Westens (The Great Scout And Cathouse Thursday)
- 1977: Super Stunt – Die Draufgänger vom Dienst (Super Stunt)
- 1978: Lawinenexpreß (Avalanche Express)
- 1980: The Big Red One
- 1981: Yukon (Death Hunt)
- 1983: Gorky Park
- 1984: Dog Day – Ein Mann rennt um sein Leben (Canicule)
- 1985: Das dreckige Dutzend, Teil 2 (The Dirty Dozen II)
- 1986: Delta Force (The Delta Force)